# Cinta Raja (Langsa Timur)
Cinta Raja is een bestuurslaag in het regentschap Langsa van de provincie Atjeh, Indonesië. Cinta Raja telt 818 inwoners (volkstelling 2010).